# 270 (število)

## V matematiki
270 je sestavljeno število.
270 je obilno število.